# سوول، بدفوردشر
سوول (به انگلیسی: Sewell) یک روستا در بریتانیا است که در بدفوردشر مرکزی واقع شده‌است.